# Исхак бей тюрбе
Исхак бей тюрбе (на македонска литературна норма: Исхак-бег турбе; на турски: İshak Bey Türbe) е османска гробница, намираща се в град Скопие, Северна Македония. Тюрбето е разрушено от Скопското земетресение през 1963 година. Реставрирана в 1972 година и отново в 2014 - 2015 година, сградата е обявена за важно културно наследство на Република Македония.

## Местоположение
Тюрбето е разположено в стария град, северно от Султан Мурад джамия.

## История
Предполага се, че е изградено в средата на XV век. В него е погребан Исхак бей, втори управител на Скопие след баща си Игит паша. Вероятно пострадва при земетресението в 1555 година и от пожара, причинен от австрийските войски в 1689 година. От оригиналното тюрбе са запазени части от основата и гробът на Исхак бей.

## Архитектура
В архитектурно отношение сградата принадлежи към типа отворени тюрбета с купол. Има шестоъгълна основа, изградена от добре изработени защитни каменни блокове.

## Галерия
- Гробът на Исхак бей във вътрешността на тюрбето
- Надгробната плоча с надписа
- Остатъци от оригиналната сграда под новата